# Thomas Pègues
Thomas Pègues (Marcillac-Vallon, Aveyron, 2 augustus 1866 – Dax, Landes, 28 april 1936) was een Frans dominicaan, theoloog en thomist.

## Levensloop
Hij werd op 11 juni 1892 tot priester gewijd. Hij was medewerker van de tijdschrift Revue Thomiste. Van 1909 tot 1921 werkte hij als hoogleraar aan het dominicaans studiecentrum Angelicum te Rome. Hij werkte ook in het dominicaans convent Saint-Maximim, te Toulouse en te Pistoia. 